# Béni Makouana
Béni Makouana, né le 28 septembre 2002 à Brazzaville, est un footballeur international congolais qui évolue au poste d'avant-centre au Polissia Jytomyr.

## Biographie

### Carrière en club
Makouana commence sa carrière dans son Congo natal, chez les Diables Noirs, avec qui il remporte la Coupe du Congo en 2018, et participe aux tours préliminaires de Coupe de la Confédération la saison suivante. Il rejoint ensuite l'Académie Sony Sport de Conakry en 2019,,,. Lors de son séjour en Guinée avec la jeune académie, il évolue également au SOAR, club de Ligue 1 guinéenne.
Montpellier HSC
Le 19 octobre 2020, il signe avec le Montpellier HSC, rejoignant d'abord l'équipe réserve du club de Ligue 1,,. Makouana fait ses débuts avec l'équipe première du MHSC le 8 août 2021 entrant en jeu lors d'une défaite 3-2 en Ligue 1 contre Marseille. Il marque son premier but avec le MHSC le 29 janvier 2022 lors d'un huitième de finale perdu aux tirs au but (1-1 puis 5-4 aux TAB).
FC Polissya
Le 9 juillet 2023, Béni Makouana quitte le MHSC et s’engage avec le FC Polissya, club promu en première division ukrainienne.

### Carrière en sélection
Makouana fait ses débuts en équipe du Congo le 11 octobre 2018, entrant en jeu lors d'une victoire 3-1 contre le Libéria lors des qualifications à la Coupe d'Afrique des Nations,,.

## Palmarès
| Diables Noirs - Coupe du Congo (1) - Vainqueur en 2018 (en) |

Participation à la coupe de la confédération africaine de football